# الأم القارئة: كتابات أساسية عن الأمومة
الأم القارئة: كتابات أساسية عن الأمومة هي مُختارات أدبية من الكتابة عن الأمومة قامت بتحريرها الفنانة الكندية (مويرا ديڨي).

## الوصف
كتبت ديڨي أنها قرأت العديد من أعمال المُختارات الأدبية بعد ولادة ابنتها، «لكسر العزلة، الإلهام من أجل مواصلة العمل بشكلٍ أفضل، للتشبع من رؤية تجربتي الخاصة فتنعكس بشكلٍ واضح...وللمتعة التي لا نظير لها بالأدب الاستثنائي.»

## المُساهمون
المُساهمون في هذا العمل هم تقريباً (مارجريت أتوود، سوزن بي، روزالين براون، ميرل تشيرنيتز، ليديا ديڨيس، بوتشي أميتشيتا، آني إيرنو، ماري جيتسكيل، سوزان غريفين، نانسي هيوستن، ماري كيلي، جين لازار، أورسولا لي جوين، دوريس لسينج، إلين مكماهون، مارغريت ميد، ڨيڨيان مونتجمري، طوني موريسون، تيلي أولسن، اليسا أوستريكر، جريس پايلي، سيلڨيا پلاث، إيدريان ريتش، سارة روديك، ليندا شور، ميرا شور، دينا شوتنكيرك، منى سيمبسون، إليزابيث سمارت، جوان سنايدر، إيلك سولومون، سوزان روبن سليمان، أليس ووكر، جوي وليامز، مارثا ويلسون، باربرا زوكر.)